# Serge Anton
Pour les articles homonymes, voir Anton.
Serge Anton est un photographe et designer franco-belge, né le 17 mai 1966 à Bruxelles (Belgique). Il vit et travaille à Bruxelles et Sedan. Il est reconnu pour son travail de portraitiste. Serge Anton a également conçu et dirigé plusieurs projets d’aménagement et de décoration intérieure.

## Biographie
Serge Anton est né d’un père sedanais et d’une mère belge d’origine gantoise. Il obtient son diplôme à l'École de photographie de la ville de Bruxelles. Ses étudesfinies, il commence à travailler pour la presse.
Il publie sa première photo en 1989, une image de Serge Gainsbourg pour la couverture d’un livre de Stéphane Streker. Il réalise ensuite une première série de photographies, Vestiges du livre, à partir de livres calcinés, trouvés à Anvers dans une bibliothèque incendiée. Les photos sont tout d'abord exposées à la Wittockianna, musée de la Reliure et des arts du livre (situé à Bruxelles), puis sont exposées en permanence dans le musée.
En 1998, il découvre le Maroc. Il retourne plus de trente fois dans ce pays pour des missions photographiques, notamment pour un livre sur les tissages contemporains des Aït Khebbach, qui accompagnait une exposition au musée Bargoin de Clermont-Ferrand (2014).
En 2007, il travaille avec Yan Pennor’s, pionnier du design culinaire, avec qui il réalise le livre Éclats à partir des créations du chocolatier Pierre Marcolini. C’est à cette occasion qu’il découvre Madagascar, où il retournera régulièrement pour des missions photographiques.
Il publie un premier livre rétrospectif sur son travail de portraitiste en 2017. Faces rassemble trente années de portraits réalisés en Afrique, en Europe et en Asie, avec quelques paysages. Parallèlement à son travail de portraitiste, Serge Anton collabore avec des magazines d’architecture. Il réalise plus de 150 couvertures consacrées à l’architecture.

### Architecte d'intérieur
À la suite de ses publications dans les magazines d'architecture, Serge Anton travaille avec des architectes (dont Olivier Dwek), puis intervient dans l'aménagement intérieur de bâtiments (Hôtel Bristol à Paris, au sein de la Brasserie Faubourg 114; au Maroc, dans l’hôtel Dar Ahlam). Il aménage des mini-lofts en penthouse et des restaurants (à Bruxelles, le restaurant éthiopien le Toukoul; à Waterloo, le Kobo).
A Bruxelles, il réaffecte deux espaces : un ancien bain douches datant de 1950, ainsi qu'une cave tout en béton qui s’étend sur 300 m2. Pour les bains douches, il choisit d’ouvrir certains murs extérieurs pour laisser pénétrer la lumière et opte pour des peintures aux teintes monochromes (noir et vert). La cave est repensée en s'inspirant de la maison de l'architecte Jean Delogne à Saint-Gilles.
Au moment de mourir, son père (l'architecte Claude Rebold) lui demande de réaménager la maison familiale de Sedan. Il y travaille une année entière en s'inspirant de la philosophie wabi-sabi. Cette maison est publiée dans une vingtaine de revues d’architecture dans le monde,.
En 2020, toujours à Sedan, il installe son atelier dans un ancien hangar à avirons abandonné, datant de 1886. Le chantier, s'écoulant sur deux ans, utilise des matériaux comme le bois, le béton, l'acier, la pierre, la céramique, la laine et le lin pour redessiner l'intérieur de la bâtisse, afin de créer une atmosphère sensorielle apaisante. L'atelier est situé sur la Corne de Soissons, entourée d’eau et peuplée d’arbres centenaires.

### Action humanitaire
Il couvre pendant trois ans le Rallye Aicha des Gazelles entre 2007 et 2009, un rallye-raid de navigation 100% féminin, dans le Sahara marocain. La première année, il réalise des prises de vues en hélicoptère. Cette nouvelle expérience est à l’origine du projet de ses photos aériennes autour des Kasbahs. La seconde participation, lui permet de suivre les équipages. La troisième année, il aborde son travail de photographe en partageant le quotidien de la branche humanitaire du Rallye. À la suite du tremblement de terre au Maroc, en 2023. Il accompagne toutes les équipes de médecins dentistes, ORL, gynécologues et sages femmes de l’association @ActionsVillage.

## Esthétique
En 1999, il réalise une mission photographique au Japon. C’est à cette époque qu’il commence à s'intéresser à la philosophie wabi-sabi. Wabi évoque la simplicité rustique et le calme de la nature ou des objets, une certaine élégance naturelle. Sabi signifie « l’éclosion du temps » et c’est la beauté ou la sérénité qui vient avec l’âge. C'est dans cet esprit qu'il réalise ses portraits photographiques ou conçoit ses intérieurs architecturaux. Serge Anton se concentre sur la matière et ses détails. L’imperfection et la lumière deviennent les éléments centraux de son esthétique. Dans son ouvrage Faces, il met l'accent sur les rides de ses modèles, témoignages du temps qui passe.
« C’est du noir que vient la lumière », écrit l’écrivain japonais Junichirô Tanizaki dans “Éloge de l’ombre”. Serge Anton apprécie cette non-couleur qui fait tout ressortir. Il tire son inspiration de Soulage et Rothko, deux artistes peintres ambassadeurs du noir. Son autre couleur de prédilection est le vert, particulièrement, un gris vert foncé (réf Ral 7022) qui rappelle celle de l’écorce des arbres du jardin.

## Expositions
- 2008: « Portraits d’ailleurs », Luxembourg, Foyer Patrimonium
- 2009: « Afrique », Paris, Galerie Jean- Jacques Dutko
- 2010 : « Human Design », Paris, Concept Store MERCI
- 2010: «Berbères », Espace Art Capital – BMCE, Casablanca (Maroc)
- 2011-2012: « Afrique inédite », Bruxelles, Galerie Christian Liaigre
- 2014 : « Maroc, couleurs désert. Tissages contemporains des Aït Khebbach », Clermont-Ferrand, Musée Bargoin
- 2019 : «De l’Afrique à Sedan », Sedan, Médiathèque Georges-Delaw[9]
- 2022 : « Couleur Maroc » , Sedan, Médiathèque Georges-Delaw
- 2023 : « Kasbah » , Sedan, Médiathèque Georges-Delaw
- 2024 : « De près, de loin »[10], Sedan, Médiathèque Georges-Delaw et Charleville-Mézières, Médiathèque Voyelles[11],[12], commissariat : Alexandre Vanautgaerden
- 2024 : « La Tribu. Chauves et Poilus dans les Ardennes »[10], Sedan, Médiathèque Georges-Delaw et Charleville-Mézières, Médiathèque Voyelles[11],[12], commissariat : Alexandre Vanautgaerden

## Publications

### Livres
- Sculptures - Bruno Romeda, Paris, Galerie Dutko, 2000
- Pierre Loze, Marc Corbiau, architecte, Mardaga, 2000
- Yves Bayard,  Contemplation active: parcours d'un architecte, L’ Ormaie, 2002
- Brussels Style: Exteriors, Interiors, Details, ed. Angelika Taschen, Taschen, 2006
- Serge Anton, Marianne Comolli, Yan Pennor's, Pierre Marcolini, Éclats (Les chocolats de l'iris), Bruxelles, 2007

- Interieur Now, Taschen, 2013
- Serge Anton, Lionel Jadot, Mixed Grill, Lannoo, 2013
- Serge Anton, Arnaut Maurières, Éric Ossart, Marie-Bééndicte Kermogant, Maroc, couleurs désert. Tissages contemporains des Aït Khebbach – Morocco, desert colours, Contemporary weaving of the Aït Khebbach, Mediafix et Musée Bargoin, 2014

- Serge Anton, Marie Pok, Olivier Dwek. Architectures, 2001-2015, Beta-Plus, 2014
- Faces, Lannoo, 2017

### Calendriers d'art
- Vestiges du Livre, 1994
- Berbères, 2010
- Afrique, 2011
- Human, 2012
- Kasbah, 2013

### Magazines
Serge Anton publie depuis 1990 dans les magazines suivants des photographies d'architecture: Architectural Digest (Italie, Allemagne, Chine, Mexique), Arte news, De Architect, Connaissance des arts, Casa di Abitare, Déco Idées, Ideat, Elle, Elle Décoration (France, Italie, Royaume Uni), Gaël Maison, Gentleman, Home, Juliette & Victor, La Libre Essentielle, Les Plus Beaux Intérieurs, Marie Claire Maison, Mezonin, Paris-Match, Side, Villas.